# Saad Kassis-Mohamed
Saad Kassis-Mohamed, né le 21 juin 2001 à Koweït, est un entrepreneur, investisseur et philanthrope koweïtien. Il est le fondateur et président de la WeCare Foundation, une organisation qui se concentre sur des projets de développement durable dans des communautés défavorisées à travers le monde. En mars 2025, il a été inclus dans la liste 30 Under 30 de Forbes dans la catégorie Impact Social.

## Parcours
Saad Kassis-Mohamed est né le 21 juin 2001 à Koweït. Il a obtenu un Bachelor of Commerce en gestion financière globale de la Manipal Academy of Higher Education, puis a poursuivi ses études avec un master en finance à l’Université Julius-Maximilian de Wurtzbourg et à l'Université d'Oxford.

## WeCare Foundation
En 2023, Saad Kassis-Mohamed a fondé la WeCare Foundation dans le but de soutenir des projets de développement durable dans des communautés défavorisées. Sous sa direction, l'organisation a récolté 350 000 dollars américains en avril 2024 pour soutenir l'innovation dans le domaine des diamants de laboratoire.
Au Soudan, la WeCare Foundation a lancé plusieurs projets, notamment le Darfur Water Renewal Project pour fournir de l'eau potable et la Blue Nile Renewable Energy Initiative pour installer des mini-réseaux solaires dans les zones rurales.

## Investissements
En août 2024, Saad Kassis-Mohamed a été nommé au conseil d'administration de Zavi & Co, une société de conseil égyptienne spécialisée dans les organisations à but non lucratif.
En mars 2025, il est devenu connu comme investisseur potentiel du club de football anglais Reading FC, qui connaissait alors de grandes difficultés financières,.

## Aide humanitaire
Après l'incendie de Mangaf (Koweït) en juin 2024, qui a causé la mort de 50 personnes, dont 46 Indiens, la WeCare Foundation, sous la direction de Saad Kassis-Mohamed, a organisé une aide d'urgence pour les victimes.

## Récompenses
- Forbes 30 Under 30 Impact Social[8]
- Médaille présidentielle – Ordre de la République (Soudan)[9]

## Vie personnelle
Saad Kassis-Mohamed est passionné d'équitation et a participé à plusieurs compétitions internationales. Il joue aussi de la guitare et du piano et s'engage pour la protection de l'environnement.